# Hendrik-Ido-Ambacht
Hendrik-Ido-Ambacht – gmina w prowincji Holandia Południowa w Holandii.